# Triiodothyronine
La triiodothyronine ou T3 est une hormone thyroïdienne issue de la désiodation de la thyroxine. Cette hormone affecte pratiquement tous les processus physiologiques de l'organisme, y compris la croissance biologique, le développement du corps, le métabolisme, la température corporelle et le rythme cardiaque.
La production de la T3 et de sa prohormone T4 sous l'effet de la thyroperoxydase (TPO) est activée par la thyréostimuline (TSH) libérée par l'antéhypophyse. Ce mécanisme est régulé par rétroaction, un taux élevé en T3 et en T4 dans le plasma sanguin inhibant la production de TSH dans l'hypophyse tandis qu'une baisse de leur concentration favorise au contraire la production de TSH.
La TPO oxyde les anions iodure I−, issus de l'alimentation, pour former du diiode I2, lequel réagit directement sur la thyroglobuline constituant la colloïde des vésicules thyroïdiennes avec pour conséquence d'ioder les résidus de tyrosine de cette protéine en monoiodotyrosine (MIT) et diiodotyrosine (DIT), lesquels sont condensés par la suite avec élimination d'un résidu d'alanine pour donner des résidus de T4 et de T3 (voir l'article consacré aux hormones thyroïdiennes pour plus de détails). 
Les effets de la T3 sur les tissus cibles sont entre trois et cinq fois plus puissants que ceux de la T4, la triiodothyronine étant la véritable hormone thyroïdienne. Environ 90 % de l'hormone thyroïdienne est sécrétée sous forme de T4, qui est désiodée en T3 dans les cellules cibles. La demi-vie de la T3 dans le sang est de seulement 2,5 jours, à comparer à celle d'environ 6,5 jours de la T4.
Dans les cellules cibles, la T3 est produite par désiodation de la T4 sous l'effet d'une iodothyronine désiodase, la thyroxine 5'-désiodase, dont il existe deux isozymes :
- le type 1 (D1), présent dans le foie, les reins, la thyroïde et, dans une moindre mesure, l'hypophyse, dont le rôle exact dans l'organisme n'est pas entièrement compris ;
- le type 2 (D2), présent dans l'hypophyse, le muscle squelettique, le cœur (artères coronaires), le système nerveux central et le tissu adipeux brun, responsable de l'essentiel de la formation de T3 dans la thyroïde, mais capable également de désioder la 3,3',5'-triiodothyronine, ou T3 inverse, en 3,3'-diiodothyronine, ou T2.

Un troisième type d'iodothyronine désiodase, la thyroxine 5-désiodase (D3), convertit la T4 et la T3 respectivement en T3 inverse et en T2, qui sont biologiquement inactives, ce qui a pour effet d'inactiver globalement les hormones thyroïdiennes.
De la T3 est également produite dans la thyroïde et sécrétée avec la T4, mais en très faible quantité : environ 5 % synthétisée directement par la TPO sur la thyroglobuline, auxquels s'ajoutent 5 à 10 % issus de la désiodation de la T4 dans la thyroïde elle-même. Les protéines transporteuses d'hormones thyroïdiennes dans le sang, qui ont notamment pour fonction de permettre leur diffusion à travers l'organisme et d'en accroître la demi-vie, ont une plus grande affinité pour la T4 que pour la T3, de sorte que c'est essentiellement sous forme de T4 que les tissus reçoivent les hormones thyroïdiennes.